# Нильсен, Хольгер
Хольгер Луис Нильсен (дат. Holger Louis Nielsen; 18 декабря 1866, Копенгаген — 26 января 1955, Хеллеруп, Копенгаген) — датский легкоатлет, стрелок и фехтовальщик, трёхкратный призёр летних Олимпийских игр 1896 и один из создателей гандбола.
На Играх 1896 года Нильсен участвовал в трёх видах спорта, и основным амплуа была стрельба. Он занял второе место в соревновании по стрельбе из произвольного пистолета на 50 м, показав результат 285 очков. В скоростном пистолете на 25 м он занял третье место. Также Нильсен занял 5-е место в армейском пистолете на 25 м и не закончил соревнование по армейской винтовке на 200 м.
Кроме того, Нильсен 9 апреля участвовал в фехтовальных поединках на сабле. Обыграв только австрийца Адольфа Шмаля и грека Георгиуса Ятридиса, он занял третье место.
В лёгкой атлетике Нильсен участвовал только в метании диска. Его точная позиция и результат неизвестны.
Нильсен также является одним из создателей гандбола в Дании — в 1898 году он написал правила этой игры для своей школы, в которой преподавал, а с 1906 года принимал участие в организации гандбольных соревнований.